# Biforcazione transcritica
In Matematica una biforcazione transcritica è una biforcazione locale nella quale, al variare del parametro, si ha un cambiamento di stabilità dei punti d'equilibrio.

## Descrizione
Sia prima che dopo la biforcazione vi sono, infatti, un punto d'equilibrio stabile ed uno instabile. Ad un certo valore critico i due punti coincidono e si scambiano la stabilità. In tal modo il punto instabile diventa stabile e viceversa.
L'esempio classico di biforcazione transcritica è dato dall'equazione differenziale
{\displaystyle {\frac {\mathrm {d} x}{\mathrm {d} t}}=rx-x^{2}}
L'equazione è simile a quella dell'equazione logistica, solo che in questo caso sia {\displaystyle x} che {\displaystyle r} possono assumere valori qualunque, sia positivi che negativi (mentre nella logistica non avrebbe senso considerare popolazioni negative).
Studiando il campo vettoriale al variare di {\displaystyle r} si nota come i due punti di equilibrio restino sempre {\displaystyle x=0} ed {\displaystyle x=r}, sebbene le stabilità cambino a seconda del parametro.
- Se {\displaystyle r<0} vi è un punto di equilibrio instabile in {\displaystyle x=-r} ed uno stabile in {\displaystyle x=0}.
- Se {\displaystyle r=0} i due punti di equilibrio collidono nel solo {\displaystyle x=0} instabile a sinistra e stabile a destra. È questo il valore in cui si ha lo scambio di stabilità tra i due punti.
- Se {\displaystyle r>0} vi è un punto di equilibrio instabile in {\displaystyle x=0} ed uno stabile in {\displaystyle x=r}.

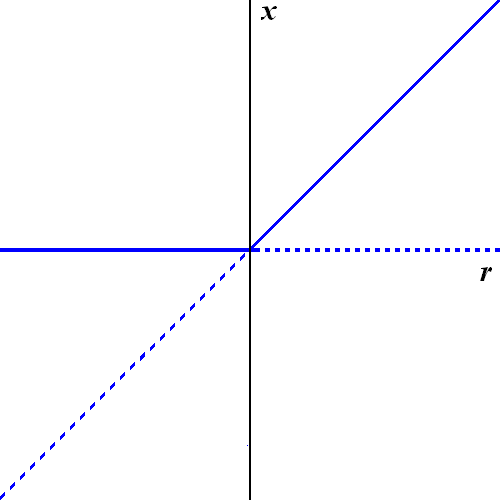
Diagramma di biforcazione transcritica. Le linee intere rappresentano i punti di equilibrio stabili, mentre quelle spezzate i punti di equilibrio instabili.

Dal diagramma di biforcazione si vede la presenza di due rami: uno stabile coincidente con l'asse delle ascisse per {\displaystyle r<0} e con la bisettrice principale per {\displaystyle r>0} e l'altro instabile speculare rispetto all'origine.